# Australienaar

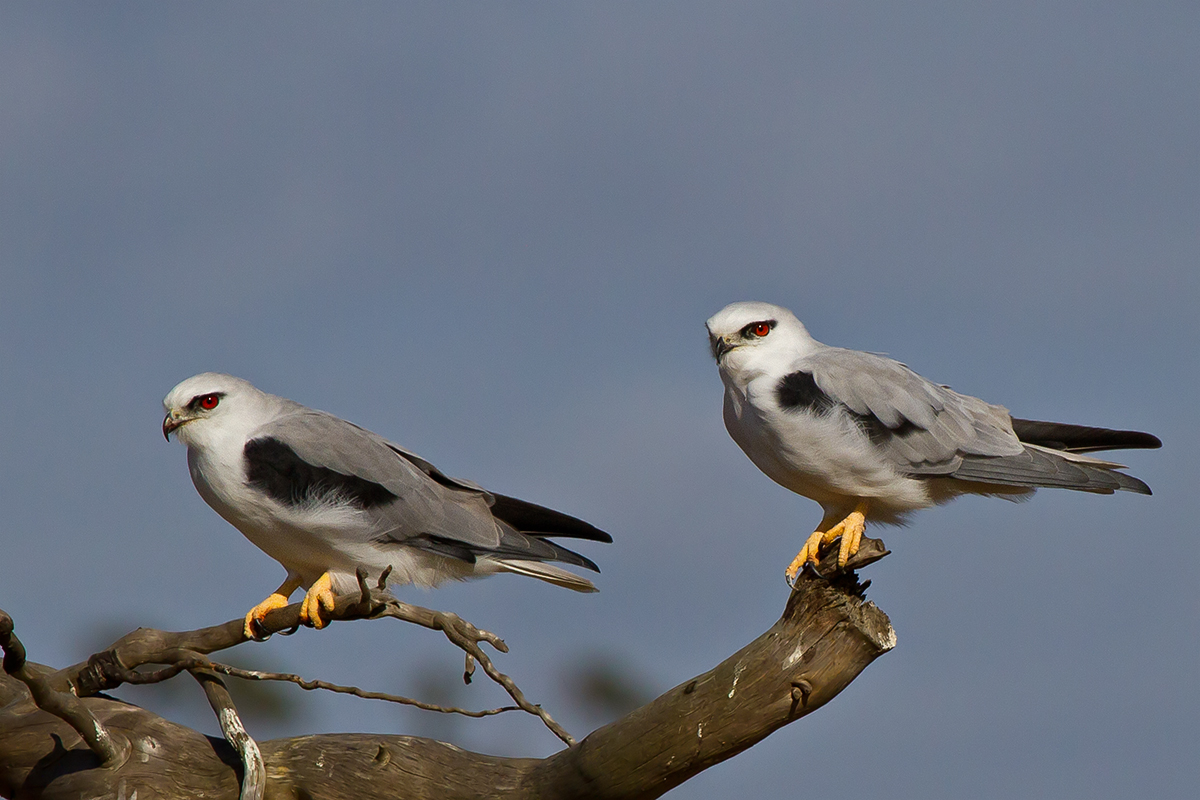
Zwei Australienaare in Newstead, Victoria

Verbreitungsgebiet

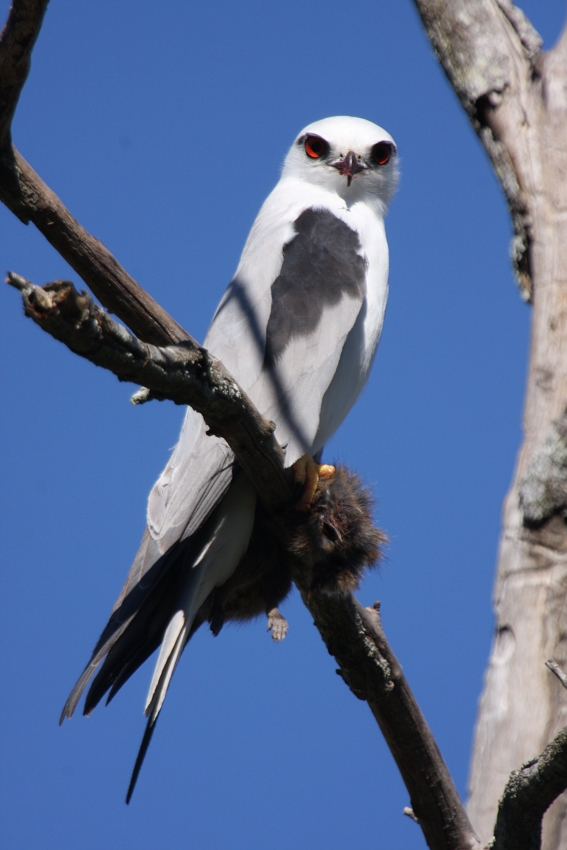
Australienaar mit Beute

Der Australienaar (Elanus axillaris) auch Australische Gleitaar ist ein in Australien und Tasmanien vorkommender Greifvogel aus der Familie  der Habichtartigen (Accipitridae).

## Beschreibung
Australienaare erreichen eine Körperlänge von 33 bis 37 Zentimetern und eine Flügelspannweite von 82 bis 94 Zentimetern. Das Gewicht der Männchen wurde mit 181 bis 300, das der Weibchen mit 270 bis 365 Gramm gemessen. Die Vögel zeigen zeichnungsmäßig keinen Geschlechtsdimorphismus. Kopf, Rücken, Brust und Bauch sowie die relativ kurzen Steuerfedern sind weiß gefärbt. Von den hellgrauen Flügeln heben sich schwarze Schulterfedern sowie dunkelgraue Handschwingen deutlich ab. Der kurze Hakenschnabel ist schwärzlich, die Iris rot. Beine und Füße haben eine kräftig gelbe Farbe.

## Ähnliche Arten
Australienaare ähneln dem Schwarzachselaar (Elanus scriptus), dessen Augen jedoch schwarz gerandet sind, wodurch das Gesicht eulenartig wirkt. Hauptunterschied ist die schwarze Zeichnung auf der Flügelunterseite, die von der Achsel bis zur Spitze reicht, während beim Australienaar dort nur ein relativ kleiner schwarzer Bereich erkennbar ist.

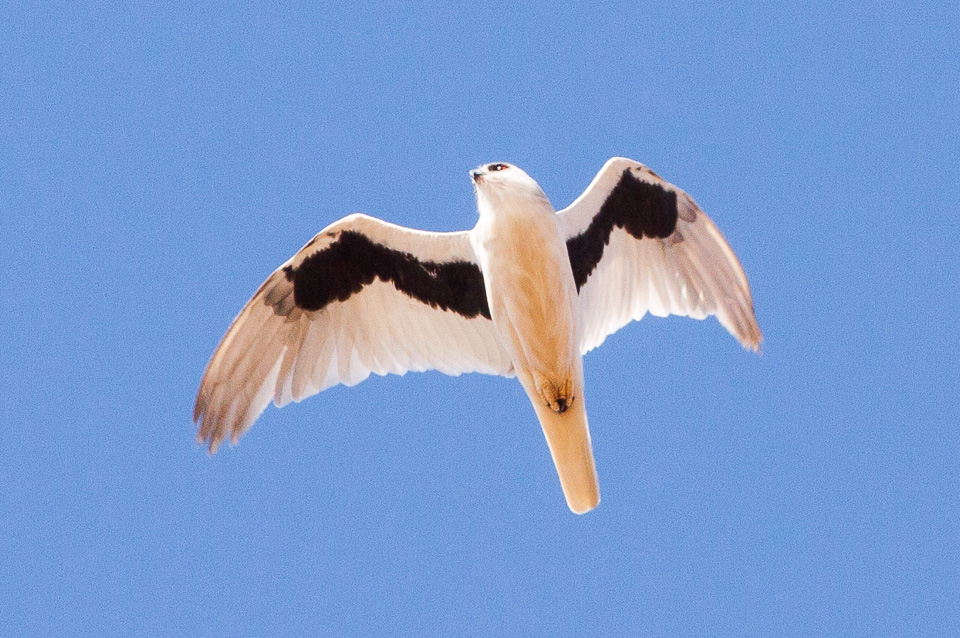
Schwarzachselaar (Elanus scriptus)
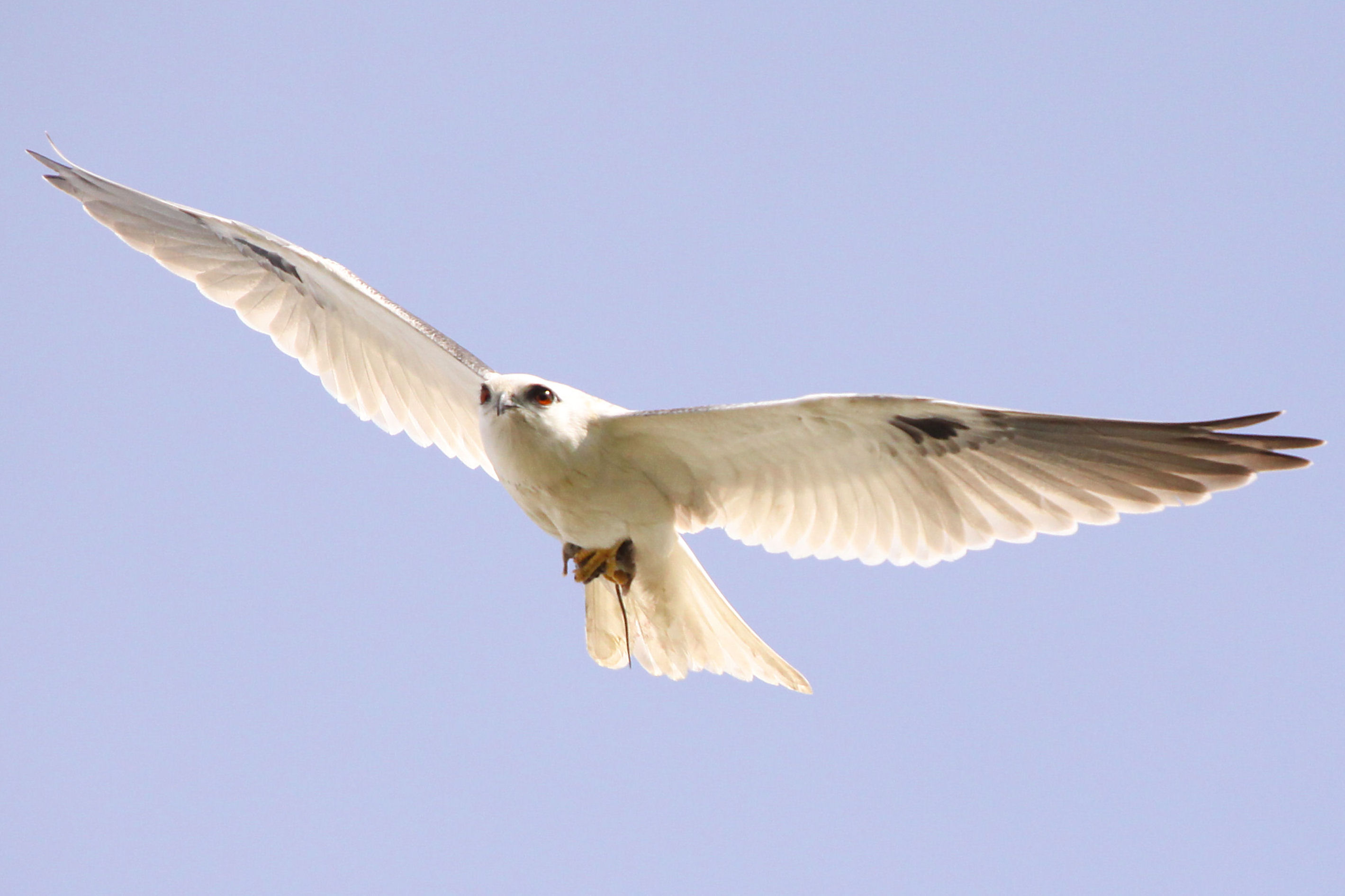
Australienaar (Elanus axillaris)

## Verbreitung und Lebensraum
Das Verbreitungsgebiet des Australienaars umfasst das gesamte Festland von Australien sowie den nördlichen Teil von Tasmanien. Hauptlebensraum sind Wiesenlandschaften, Savannen und lichte Wälder bis in Höhenlagen von 1500 Metern.

## Lebensweise
Australienaare ernähren sich in erster Linie von verschiedenen Nagetieren (Rodentia), beispielsweise Hausmäusen (Mus musculus), außerdem von kleinen Vögeln sowie von Eidechsen und großen Insekten, bevorzugt Heuschrecken (Orthoptera). Die Beute wird aus einem Schwebeflug heraus geschlagen. Einer Studie zufolge sind 77 % der Angriffe erfolgreich. Kleinere Beutetiere werden im Flug verspeist. Die Vögel jagen bevorzugt am Tage, zuweilen auch in mondhellen Nächten. Die Brutsaison verteilt sich über das gesamte Jahr, bevorzugt werden jedoch Frühling und Herbst. Bei ausreichendem Nahrungsangebot erfolgen zwei Bruten im Jahr. Das Nest wird überwiegend 4 bis 35 Meter über dem Erdboden in hohen lebenden Bäumen angelegt. Künstliche Strukturen werden nur sehr selten angenommen. Das in der Hauptsache aus Zweigen bestehende Nistmaterial wird von beiden Geschlechtern gesammelt, jedoch nur vom Weibchen verbaut. Der Nestdurchmesser beträgt 27 bis 45 Zentimeter. Das Nest wird mit zwei bis fünf Eiern bestückt, die in 29 bis 34 Tagen ausbrütet werden. Die Jungen verlassen das Nest in der Regel nach 33 bis 38 Tagen, in Ausnahmefällen nach 42 Tagen und werden einen Monat später selbstständig. Die Erfolgsquote vom Schlüpfen der Jungvögel bis zum Verlassen des Nestes wurde mit 54 % angegeben.

## Gefährdung
Der Australienaar ist in Australien und Tasmanien weit verbreitet. Da er auch landwirtschaftlich genutzte Flächen wegen des dort herrschenden Angebots an geeigneter Nahrung (Mäusen) besiedelt, ist sogar eine leichte Ausdehnung seines Lebensraums zu verzeichnen. Er wird deshalb von der Weltnaturschutzorganisation IUCN als  „least concern = nicht gefährdet“ eingestuft. Im Gegensatz zu vielen anderen Greifvogel-Arten hat sich die Verwendung von DDT in den 1940er Jahren nicht nachteilig auf die Dicke der Eischale und damit den Bruterfolg ausgewirkt.